# Kanigoro, Yogyakarta
Kanigoro är en administrativ by i Indonesien.   Den ligger i provinsen Yogyakarta, i den västra delen av landet, 500 km sydost om huvudstaden Jakarta.